# Heinrich von Bilstein
Heinrich von Bilstein († um 1261) war ab 1217 Propst des Stifts St. Severin in Köln. Damit war er Nachfolger von Engelbert von Berg, der Kölner Erzbischof wurde.

## Leben
Heinrich stammte aus dem westfälischen Adelsgeschlecht Bilstein und war einer der Brüder von Dietrich I. von Bilstein. Über sein frühes Lebens ist nichts bekannt. Er stand in enger Beziehung zum Kölner Erzbischof. In zahlreichen Urkunden tritt er für diesen als Zeugen bei bedeutenden Rechtsakten und anderen Handlungen auf, zum ersten Mal im Jahr 1218.
1220 war er zugegen zugegen, als der Erzbischof der Stadt Medebach die Stadtrechte nach dem Vorbild von Brilon und Rüthen gewährte und dem Propst des Klosters Küstelberg die Patronatsrechte über die Kirche in Medebach gab. Im selben Jahr verzichtete er während einer Provinzialsynode zusammen mit seinem Kapitel auf das Patronatsrecht von Werdohl zu Gunsten von Kloster Flechtdorf. Seit längerem bestand zwischen dem Stift St. Severin und dem Kölner Domkapitel Streit über die Visitations- und Synodalrechte der St. Vincenzkirche von Menden sowie über Weinzehnten von Erpel. Heinrich verzichtete 1222 auf die Weinzehnten, dafür durfte das Domkapitel fortan kein Sendgericht mehr in der Kirche zu Menden abhalten.
Nach der Ermordung Engelberts stand er auch dessen Nachfolger Heinrich I. von Müllenark nah. Auch in dessen Amtszeit trat er häufig als Zeuge auf, zum Beispiel im Jahr 1231 zusammen mit seinen Brüdern als Zeuge beim Verkauf der Burg Hachen an Graf Gottfried III. von Arnsberg  auf. Im September 1237 war er einer der Vermittler bei der Teilung der Grafschaft Arnsberg durch Abtrennung der Grafschaft Rietberg.
Auch unter Konrad von Hochstaden war er an wichtigen Verhandlungen beteiligt. So war er 1241 bei der Stiftung des Klosters Benninghausen anwesend und 1243 Zeuge als der Erzbischof die Stadt Bonn befestigen ließ und die Rechte der Stadt bestätigte. Im Jahr 1245 war er zusammen mit anderen bedeutenden Herren Bürge über 1.500 Mark, die der Erzbischof an die Grafen von Jülich zur Abfindung von deren Ansprüchen auf die kölnische Münze zahlte. Außerdem nahm er 1248 am Bündnisschluss zwischen dem Kölner Erzbischof und dem Bischof Engelbert von Osnabrück teil.
Eine besondere Rolle spielte er beim Streit Konrad von Hochstadens mit der Stadt Köln. Beide Seiten bestimmten ihn 1257 neben dem Domdechanten Goswin, weiteren hohen Kanonikern und Albertus Magnus zu Schiedsrichtern. Diese erließen das Laudum vom 28. Juni 1258, auch Großer Schied genannt. Dieser Spruch sprach dem Erzbischof die oberste Gerichtsgewalt und die oberste Macht über die Stadt zu. Gleichzeitig bestätigte er aber auch das Selbstverwaltungsrecht der Bürger. Die Folge war, dass der Erzbischof seine angestrebte Landesherrschaft nicht auf Köln ausdehnen konnte und sich mit einer Oberaufsicht begnügen musste. Noch 1375 wurde der Schiedsspruch von Kaiser Karl IV. bestätigt. Später wurde er allerdings ausschließlich Albertus Magnus zugeschrieben.
Schließlich war Heinrich 1259 Zeuge, als der Erzbischof die Kölner Münzerhausgenossenschaft ihrer Ämter und Rechte enthob. Auch bei der Amtsenthebung aller Scheffen und Bürgermeister von Köln 1259 war er anwesend.